# Geastrumia polystigmatis
Geastrumia polystigmatis är en svampart som beskrevs av Bat. & M.L. Farr 1960. Geastrumia polystigmatis ingår i släktet Geastrumia, divisionen sporsäcksvampar och riket svampar.   Inga underarter finns listade i Catalogue of Life.